# Palmetto (Symbol)
Als Palmetto wird seit 1802 der Freiheitsbaum der aufständischen Sklaven von Santo Domingo bezeichnet. Der Begriff steht für die Palme , die im Wappen und auf der Fahne von Haiti dargestellt ist. Im Wappen wird diese von Fahnen, Gewehren, Kanonen und Trommeln umrahmt. Oben auf der Palme steckt die rot-blaue Jakobinermütze als Symbol der Freiheit.